# Sterculia kayae
Sterculia kayae är en malvaväxtart som beskrevs av Paul Edward Berry. Sterculia kayae ingår i släktet Sterculia och familjen malvaväxter. Inga underarter finns listade i Catalogue of Life.